# George Papp
George Edward Papp (* 20. Januar 1916; † 8. August 1989 in Oradell, New Jersey) war ein US-amerikanischer Comiczeichner und Cartoonist. Papp wurde berühmt als langjähriger Zeichner der Comicserie Superboy, sowie als Mitschöpfer der Serien Green Arrow (1941), Congo Bill (1941) und Tales of the Bizarro World (1958).

## Leben
Papp begann in den 1930er Jahren als Comiczeichner zu arbeiten. 1941 schuf er mit den Autoren Mort Weisinger und Whitney Ellsworth seine wirkungsreichsten Figuren: den Meisterbogenschützen Green Arrow und den Dschungelabenteurer Congo Bill, deren Abenteuer bis heute in wechselnden Formen veröffentlicht werden. Während des Zweiten Weltkrieges schloss Papp sich der US Army an.
Nach seiner Rückkehr nahm er seinen alten Beruf wieder auf. Seine erfolgreichste Arbeit in den 1950er und 1960er Jahren war die Serie Superboy, die er von 1958 bis 1967 als Zeichner betreute. Während dieser Zeit schuf Papp gemeinsam mit dem Science-Fiction-Autor Otto Binder die Figur des verzerrten Superman-Spiegelbildes Bizarro, die schließlich zum Titelhelden der ebenfalls von Papp gestalteten Reihe Tales of the Bizarro World wurde. Papp wurde 1968 von seinem Arbeitgeber DC entlassen, da er sich der Forderung nach einer Alters- und Krankenversicherung der Verlagsangestellten angeschlossen hatte. Danach war er als freischaffender Künstler tätig.